# Violet Markham
Violet Rosa Markham CH (octobre 1872 - 2 février 1959) est une écrivaine, réformatrice sociale, militante contre le suffrage féminin et administratrice.

## Famille
Elle grandit près de Chesterfield, la fille de Charles Markham, copropriétaire des rentables Markham Collieries et Markham & Co. Engineering of Chesterfield. Quand un ami de son défunt père est décédé en 1901, Violet hérite de suffisamment d'argent pour vivre une vie indépendante et consacrer sa fortune aux causes qu'elle soutient, ainsi que pour acheter sa propre maison à Londres. Sa mère est une fille de Sir Joseph Paxton, concepteur du Crystal Palace, la pièce maîtresse de la Grande Exposition de 1851.

## Militante sociale
Son premier intérêt est l'éducation. Elle est membre de la Chesterfield Education Authority de 1899 à 1934, et en 1902, elle est présidente fondatrice du Chesterfield Settlement, une fondation éducative pour la communauté locale qui a existé jusqu'en 1958. Plus tard, elle s'est impliquée dans la fonction publique dans différents secteurs. Au début de la Première Guerre mondiale, elle est devenue membre du comité exécutif du Fonds national de secours, créé pour soulager la détresse causée par la guerre. Le fonds a distribué de l'aide aux familles et aux personnes à charge ainsi qu'aux civils. L'expérience de cette organisation l'amène à s'engager dans la lutte contre la pauvreté et le chômage, en particulier en ce qui concerne les femmes. En 1914, elle est devenue membre puis présidente du Comité central pour la formation et l'emploi des femmes, qui a formé en 25 ans près de 100 000 femmes, principalement pour le service domestique. En 1917, elle est nommée directrice adjointe de la section des femmes du Département des services nationaux et est l'une des premières récipiendaires de l'Ordre des compagnons d'honneur. En 1920, elle entame une longue période en tant que membre du tribunal du travail et devient membre du Lord Chancellor 's Advisory Committee for Women Justices.

## Carrière politique
Violet Markham est également active politiquement. Bien qu'elle s'oppose au suffrage des femmes, Mary Stocks la considère comme "la meilleure féministe que j'aie jamais connue, une vraie féministe". Aux élections générales de 1918, elle se présente comme libérale indépendante pour la circonscription de Mansfield du Nottinghamshire. Elle n'est pas élue, arrivant troisième.
Elle est élue conseillère municipale de Chesterfield en 1924 et est la première femme maire de Chesterfield en 1927. Il faudra 39 ans avant que Chesterfield ait une autre femme maire .
En 1934, elle est devenue membre de la Commission d'aide au chômage, devenant vice-présidente en 1937 - "probablement le poste administratif le plus important jusqu'alors occupé par une femme", selon sa nécrologie dans The Times . Lorsque la Seconde Guerre mondiale commence, elle organise une cantine toute la nuit pour les pauvres du sud de Londres. Elle est membre du tribunal d'appel du Règlement sur la défense du royaume et, en 1942, on lui a demandé de produire un rapport sur les allégations d'immoralité dans les services aux femmes. En 1945, elle produit un rapport avec Florence Hancock sur l'organisation du service domestique d'après-guerre.
Elle a également beaucoup voyagé à l'étranger. La politicien canadien William Lyon Mackenzie King, est un ami qu'elle a rencontré en 1905 et avec lequel elle entretient une correspondance active pendant 45 ans. King lui rend visite lorsqu'elle est en Angleterre et elle lui rend visite lors de ses voyages occasionnels au Canada. Elle lui a envoyé de l'argent à plusieurs reprises, notamment après sa défaite électorale en 1911, et à nouveau pour soigner son frère atteint de tuberculose. En 1923, le gouvernement canadien la nomme pour les représenter au sein du conseil d'administration de l'Organisation internationale du Travail à Genève.
En 1915, Violet Markham épouse le lieutenant-colonel James Carruthers, mais elle continue à être connue sous son nom de jeune fille. Elle accompagne son mari à Cologne, alors qu'il y est stationné comme officier en chef de la démobilisation de l'armée britannique du Rhin, après la Première Guerre mondiale. Son mari est par la suite propriétaire d'un cheval de course, décédé subitement à l' hippodrome d'Ayr en 1936. Elle écrit plusieurs livres, dont Paxton and the Batchelor Duke, une biographie de son grand-père (1935), Return Passage (1953) et Friendship's Harvest (1956).

## Contre le vote des femmes
En dépit d'être une réformatrice sociale, Violet Markham est fermement opposée au vote des femmes. Elle s'adresse à une réunion anti-suffrage au Royal Albert Hall le 28 février 1912  (publiée dans une lettre au Spectateur publiée le 10 février 1912 ) qui est organisée par la Ligue nationale contre le suffrage féminin. Markham a déclaré à l'auditoire que les opinions du mouvement pour le droit de vote des femmes "vont à l'encontre des faits réels et du droit naturel" . Elle a poursuivi en disant: "Nous pensons que les hommes et les femmes sont des êtres différents - pas similaires -, avec des talents complémentaires, non identiques, et qu'ils devraient donc avoir des parts différentes dans la gestion de l'État, qu'ils composer. Nous ne nous déprécions pas d'un seul travail ou d'une seule mission et mission féminine. Nous souhaitons trouver les voies d'expression appropriées pour ce travail. Nous recherchons une diversité fructueuse de la fonction politique, pas une uniformité abrutissante. "  